# جمعية تعاونية

الجمعية التعاونية أو التعاونية هي جمعية مستقلة من الناس الذين يتعاونون طوعاً من أجل المنفعة الاجتماعية والاقتصادية، والثقافية المتبادلة. التعاون يشمل منظمات المجتمع غير الربحية والشركات التي يملكها ويديرها الأشخاص الذين يستخدمون خدماتها (الجمعية التعاونية الاستهلاكية) أو من قبل الناس الذين يعملون هناك (الجمعية التعاونية الإنتاجية) أو من قبل الناس الذين يعيشون هناك (الجمعية التعاونية للبناء والإسكان) وهناك أنواع أخرى مثل (الجمعية التعاونية الزراعية)، (الجمعية التعاونية للثروة المائية)، (الجمعية التعاونية للبترول)، (جمعية التأمين التعاونى)، (الجمعية التعاونية التعليمية). قد تشمل الجمعيات التعاونية ما يلي:
- الأعمال التي يملكها ويديرها الأشخاص الذين يستخدمون خدماتها (الجمعية التعاونية الاستهلاكية).
- المنظمات التي يديرها العاملون فيها (الجمعية التعاونية الإنتاجية).
- جمعيات تعاونية متعددة الأطراف من أصحاب المصلحة أو الجمعيات المختلطة التي تشترك في ملكيتها مختلف مجموعات أصحاب المصلحة. على سبيل المثال، تعاونيات الرعاية التي يجري تقاسم الملكية فيها بين مقدمي الرعاية ومستحقيها. وقد يشمل أصحاب المصلحة أيضاً الأشخاص غير الربحيين أو المستثمرين.
- الجمعيات التعاونية من المستويين الثاني والثالث التي يكون أعضاؤها جمعيات تعاونية أخرى.
- الجمعيات التعاونية عن طريق المنصات التي تستخدم موقعاً إلكترونياً مملوكاً ومحكوماً بشكل تعاوني أو تطبيق جوال أو بروتوكول لتسهيل بيع السلع والخدمات.

توصّلت البحوث التي نشرها معهد الرصد العالمي (وورلد وواتش) إلى أن نحو مليار شخص في 96 بلداً في عام 2012، أصبحوا أعضاء في جمعية تعاونية واحدة على الأقل. وبلغت قيمة دوران أكبر 300 جمعية تعاونية في العالم 2.2 تريليون دولار.
تكون الأعمال التعاونية عادةً أكثر مرونة من الناحية الاقتصادية مقارنة بالعديد من الأشكال الأخرى للمؤسسات، إذ يتمكن ضعف عدد الجمعيات التعاونية (80%) من الاستمرار خلال السنوات الخمس الأولى مقارنة بنماذج ملكية الأعمال الأخرى (41%). غالباً ما يكون للجمعيات التعاونية أهداف اجتماعية تسعى إلى تحقيقها من خلال استثمار نسبة من أرباحها التجارية في مجتمعاتها المحلية. على سبيل المثال، في عام 2013، استثمرت تعاونيات البيع بالتجزئة في المملكة المتحدة 6.9% من أرباحها قبل الضريبة في المجتمعات التي تتاجر فيها، مقارنة بنحو 2.4% في الأعمال المنافسة الأخرى.
منذ عام 2002، أصبح من الممكن التمييز بين الجمعيات التعاونية على شبكة الإنترنت من خلال استخدام نطاق (.Coop). وفي عام 2014، قدّم التحالف التعاوني الدولي (ICA) علامة الجمعيات التعاونية، ما يعني أنه يمكن أيضًا تحديد الجمعيات التعاونية التابعة للتحالف ICA واتحادات WOCCU الائتمانية من خلال علامة استهلاكية أخلاقية تعاونية.

## المعنى

### الهوية

#### مبادئ الجمعيات التعاونية وقيمها
مبادئ الجمعيات التعاونية هي المبادئ التوجيهية السبعة التي يعمل بها الشركاء على وضع قيمهم موضع التنفيذ، وغالبًا ما تسمى مبادئ روتشديل السبعة:
1. العضوية الطوعية والمفتوحة
2. عمل الأعضاء بشكل ديمقراطي
3. المشاركة الاقتصادية للأعضاء
4. الحكم الذاتي والاستقلال
5. التعليم والتدريب والإعلام
6. التعاون بين الجمعيات التعاونية
7. الاهتمام بالمجتمع

تستند قيم الجمعيات التعاونية، وفقًا لتقاليد مؤسسيها، إلى «المساعدة الذاتية، والمسؤولية الذاتية، والديمقراطية، والمساواة، والإنصاف، والتضامن». يؤمن الأعضاء المتعاونون بالقيم الأخلاقية المتمثلة في النزاهة، والانفتاح، والمسؤولية الاجتماعية ورعاية الآخرين.

#### علامة ونطاق التعاونية (co-op)
يمكن التمييز بين الجمعيات التعاونية التابعة للتحالف الدولي (ICA) واتحادات الائتمان التابعة للاتحاد العالمي لنقابات العمال (WOCCU) منذ عام 2002، من خلال استخدام نطاق (.coop). في عام 2014، قدم التحالف الدولي العلامة الدولية للتعاونية لكي يستخدمها الأعضاء في التحالف وأعضاء الاتحاد الائتماني التابع للاتحاد لكي يتسنى التعرف عليهم بمزيد من التفصيل من خلال علامة الاستهلاكية الأخلاقية التعاونية الخاصة بهم. تُستخدم هذه العلامة اليوم في آلاف الجمعيات التعاونية في أكثر من مئة دولة.
صُمم نطاق (.coop) وعلامة التعاونية كرمز جديد للحركة التعاونية العالمية وهويتها الجماعية في العصر الرقمي. العلامة التعاونية مخصصة للجمعيات التعاونية والاتحادات الائتمانية والمنظمات التي تدعم الجمعيات التعاونية فحسب؛ تتميز بوسمها الأخلاقي الذي يؤيد المبادئ التعاونية السبعة الخاصة بالتحالف والقيم التعاونية. يمكن تحديد الجمعيات التعاونية على الإنترنت من خلال استخدام لاحقة (.coop) لعناوين الإنترنت. يجب على المؤسسات التي تستخدم أسماء النطاقات (.coop) الالتزام بقيم التعاونية الأساسية.

### الجمعيات التعاونية كجهات/كيانات قانونية
الجمعية التعاونية كيان قانوني يملكه أعضاؤها ويسيطرون عليه ديمقراطياً. غالبًا ما يكون للأعضاء ارتباط وثيق مع المؤسسة كمنتجين أو مستهلكين لمنتجاتها أو خدماتها، أو كموظفين فيها. لدى الكيانات القانونية مجموعة من الخصائص الاجتماعية. العضوية مفتوحة، وهذا يعني أن أي شخص يستوفي بعض الشروط غير التمييزية يمكنه الانضمام. تُوزّع المكاسب الاقتصادية بشكل متناسب على مستوى مشاركة كل عضو في الجمعية التعاونية، على سبيل المثال، عن طريق توزيع أرباح على المبيعات أو المشتريات، وليس وفقًا لرأس المال المستثمر. يمكن تصنيف الجمعيات التعاونية على أنها تعاونيات عمال أو مستهلكين أو منتجين أو مشتريات أو إسكان. وهي تتميز عن غيرها من أشكال الاندماج في أن تحقيق الربح أو الاستقرار الاقتصادي متوازن مع مصالح المجتمع.
توجد أشكال محددة لتأسيس ودمج الجمعيات التعاونية في بعض البلدان، مثل فنلندا وأستراليا. قد تتخذ الجمعيات التعاونية شكل شركات محدودة بالأسهم أو بالضمان أو الشراكات أو الجمعيات الفردية وغير المندمجة. في المملكة المتحدة، قد يستخدمون أيضًا بنية المجتمع الصناعي والادخاري. في الولايات المتحدة، تُنظّم الجمعيات التعاونية غالبًا كشركات مساهمة غير رأسمالية وفقًا لقوانين الجمعيات التعاونية الخاصة بالدولة. تتقاسم الجمعيات التعاونية أرباحها غالبًا مع الأعضاء على شكل توزيعات أرباح، تتوزع على الأعضاء وفقًا لمشاركتهم في المشروع، مثل الحماية، بدلاً من كونها وفقًا لقيمة مساهماتهم في رأس المال (كما تفعل شركة مساهمة).

## المرأة في الجمعيات التعاونية
نظرًا لأن الجمعيات التعاونية تقوم على قيم مثل المساعدة الذاتية والديمقراطية والمساواة والإنصاف والتضامن، فقد تلعب دورًا قويًا بشكل خاص في تمكين المرأة، وخاصة في البلدان النامية. تسمح الجمعيات التعاونية للنساء اللاتي عزلن ويعملن بشكل فردي بالتكاتف مع بعضهن وخلق وفورات الحجم، فضلاً عن زيادة قوتهن التفاوضية في السوق. قالت رئيسة التحالف التعاوني الدولي، السيدة بولين غرين، في تصريحات سبقت الاحتفال باليوم العالمي للمرأة في مطلع عام 2013، «قدمت الأعمال التعاونية الكثير لمساعدة النساء على سلم النشاط الاقتصادي. وبهذا يأتي الاحترام المجتمعي والشرعية السياسية والتأثير».
ومع ذلك، على الرغم من الهيكل الديمقراطي المفترض للجمعيات التعاونية والقيم والمزايا التي يتقاسمها الأعضاء، ونظراً إلى المعايير الجنسانية المتعلقة بالدور التقليدي للمرأة، والممارسات الثقافية الأخرى التي ترسخ جانبا من محاولات الحماية القانونية، تعاني المرأة من تمثيل منخفض بشكل غير متناسب في العضوية التعاونية حول العالم. تمثيل المرأة من خلال العضوية النشطة (ظهورها في الاجتماعات والتصويت)، وكذلك في المناصب القيادية والإدارية أقل من ذلك أيضًا.

## التعاونيات في الثقافة الشعبية
بلغ عدد الأعضاء في الجمعيات التعاونية مليار عضو، وذلك اعتبارًا من عام 2012، وبالتالي فالهيكل التنظيمي والحركة تسربا إلى الثقافة الشعبية.
في المسلسل التلفزيوني الدرامي «ذا واير» الذي يعرض على شبكة «إتش بي أو»، أنشأ العديد من تجار المخدرات تحالفًا ديمقراطيًا يسمى «تعاونية اليوم الجديد، نيو داي كو-أوب» لأهداف الحد من العنف وتزايد الأعمال.